# Захар Єловицький
Захар Савович Єловицький гербу власного (пол. Zachariasz Jełowicki; бл. 1570 — 1629) — писар Руської канцелярії.

## Біографія
Народився в родині кременецького підсудка Сави Єловицького, який осів в селі Ланівці Кременецького повіту на Волині, і Дороти Скаршевської.
Розпочав кар'єру на посаді підписка, але пробув на ній недовго і в 1594 р. отримав посаду писаря Руської Канцелярії. Цілком імовірно що на королівський двір він потрапив за протекцією Лаврина Пісочинського, який товаришував з його батьком, та Флоріана Олешка у якого він був слугою в червні 1594 р. 
Обіймав посади кременецького городничого 1609-1629 рр., кременецького войського у 1609-1619 рр. київського стольника у 1619-1629 рр. Посол надзвичайного сейму 1626 р. від невідомого малопольського сеймика. Посол звичайного сейму 1629 р. від Київського воєводства. Як член звичайного сейму 1629 р. був делегатом до Коронного скарбового трибуналу.

## Родина
Від шлюбу з С. Ледуховською мав дочку Ельжбєту, і трьох синів — Станіслава, Миколая і Вацлава.